# 500 llaves
500 llaves, titulado, 500 Keys en su versión original, es el vigesimoprimer episodio de la vigesimosegunda temporada de la serie de animación Los Simpson. Se emitió el 15 de mayo de 2011 en Estados Unidos por FOX.

## Sinopsis
Los Simpson descubren una colección de llaves de todas las puertas de Springfield. Lisa se encuentra con la de un extraño salón escondido debajo de la Escuela Primaria de Springfield. Cuando comparte su descubrimiento con el director Skinner, el cuarto secreto desaparece misteriosamente. Con determinación, Lisa utilizará sus habilidades de detective para llegar de vuelta al salón y resolver el misterio del autobús #23 lo único que no sabe es que el cuarto en el que entró era todo falso. La Verdad era que les habían dado dinero para decorar la escuela pero Skinner cuando lo retiró lo dejó en sus pantalones cuando su mamá lavó la ropa se hicieron trizas. Entonces usaron maniquíes y el salón falso para creer que la escuela estaba decorada.
- Datos: Q2587421